# Pacto de San José de Flores
El Pacto de San José de Flores, a veces denominado también Pacto Unión San José de Flores, Pacto de Unión Nacional, Convenio de Unión o Pacto de Familia, fue un "convenio de paz y unión" firmado entre la Confederación Argentina y el Estado de Buenos Aires el 11 de noviembre de 1859, luego de la victoria de la Confederación en la batalla de Cepeda. Mediante el pacto, la provincia de Buenos Aires (cuya extensión territorial antes de la llamada "Conquista del Desierto" era mucho menor a la actual y además en ese entonces incluía a la ciudad de Buenos Aires) se declaró parte de la Confederación Argentina y se comprometió a aceptar la Constitución de 1853. Todo esto sucedió luego de que una convención constituyente especial analizara las reformas propuestas por la provincia. Aun sin mencionar expresamente la eventual federalización de la ciudad de Buenos Aires (lo cual ocurriría en 1880, separando definitivamente la ciudad de la provincia) que disponía la Constitución de 1853, el pacto reconoció la integridad territorial de la provincia, aceptando que cualquier división de la misma debía ser consentida por la legislatura provincial. 
El Pacto de San José de Flores fue complementado pocos meses después por el Convenio Complementario del 6 de junio de 1860 y ejecutado el 25 de septiembre de dicho año, al realizarse la reforma constitucional de 1860, ratificada por Buenos Aires el 21 de octubre del mismo año. En 1861 una nueva guerra entre la Confederación Argentina y el Estado de Buenos Aires, finalizó con la victoria de los porteños en la batalla de Pavón del 17 de septiembre, causando el derrocamiento de las autoridades nacionales y la  toma de facto del poder de la Confederación, por el hasta ese momento gobernador del Estado de Buenos Aires Bartolomé Mitre, reunificándose así ambos estados definitivamente.

## Antecedentes
Desde fines de 1852, la Argentina estuvo dividida en dos estados separados, sin más relación que la diplomacia y el comercio: la Confederación Argentina, formada por las trece provincias del interior, y el Estado de Buenos Aires, formado por la actual provincia de Buenos Aires. La división se había originado por la negativa de Buenos Aires a refrendar el Acuerdo de San Nicolás y a participar en la sanción de la Constitución Argentina de 1853.
La división puso en serios aprietos a la Confederación, más que a Buenos Aires, ya que la principal fuente de impuestos, la Aduana de Buenos Aires, permaneció controlada por el gobierno porteño. Por otro lado, si bien nominalmente los países europeos y americanos reconocían solamente a la Confederación, sus diplomáticos preferían residir en Buenos Aires, ciudad mucho más grande y cómoda que la entonces pequeña capital de la Confederación, Paraná.
El gobierno porteño contaba con algunos aliados en el interior, sobre todo el gobernador de la provincia de Santiago del Estero, Manuel Taboada, y poderosos partidos liberales en Salta, Corrientes, Tucumán y San Juan. Cuando los liberales de San Juan lograron apoderarse del gobierno provincial por medio del asesinato del caudillo federal Nazario Benavídez, estalló la guerra entre la Confederación Argentina y el Estado de Buenos Aires. No duró mucho, y básicamente se limitó a la batalla de Cepeda, del 23 de octubre de 1859.

## Negociaciones
Mientras la prensa porteña y el gobernador Valentín Alsina proferían insultos contra los federales, convocando al pueblo a la defensa a toda costa de la capital, el general vencido, Bartolomé Mitre, retrocedió con su infantería hasta la ciudad.
El presidente Justo José de Urquiza tenía orden del Congreso Nacional de incorporar a Buenos Aires por la fuerza, pero — después de la batalla — prefirió las negociaciones. En su avance hacia la capital, emitió una proclama, que anunciaba: 

"Ofrecí la paz antes de combatir y de triunfar. La victoria, y dos mil prisioneros tratados como hermanos, es la prueba que ofrezco de la sinceridad de mis buenos sentimientos y de mis leales promesas. No vengo a someteros bajo el dominio arbitrario de un hombre, como vuestros opresores lo aseguran; vengo a arrebatar a vuestros mandones el poder con que os conducen por una senda extraviada, para devolvéroslo... Desde el campo de batalla os saludo con el abrazo del hermano. Integridad nacional, libertad, fusión, son mis propósitos."

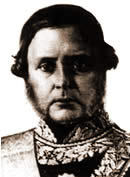
El general Justo José de Urquiza.

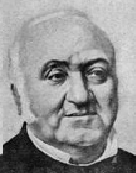
El gobernador Felipe Llavallol.

Urquiza no quería que se repitiera lo ocurrido en 1853, durante el sitio de Buenos Aires iniciado por Hilario Lagos, en que la moral de la tropa sitiadora decayó completamente. Propuso iniciar de inmediato la paz y la unión; de lo contrario, atacaría la ciudad.
El general Francisco Solano López, hijo del presidente paraguayo, había intentado mediar entre los contendientes poco antes de la batalla de Cepeda. Aún estaba en Buenos Aires cuando se supo la noticia de la derrota, y entonces volvió a proponer al gobernador Alsina las bases exigidas por Urquiza. Entre ellas se destacan la primera, que decía, escuetamente, "Integridad nacional"; la segunda, que prometía la revisión de la Constitución Nacional por el Estado de Buenos Aires, pero no antes de 1863; y la quinta, que promete no castigar a los responsables de la revolución porteña de 1852.
Poco después, el ejército de la Confederación acampó en el pueblo de San José de Flores, muy cerca de la capital. Allí se dirigieron los mediadores porteños: Juan Bautista Peña, Carlos Tejedor y Antonio Cruz Obligado. Por la Confederación, Urquiza nombró a Tomás Guido, Juan Esteban Pedernera y Daniel Aráoz.
Los delegados porteños pidieron el retiro del ejército nacional de la provincia, pero los federales se negaron a continuar las negociaciones mientras no se retirara esa exigencia, lo que se hizo. Por unos días, las negociaciones fueron discutidas amigablemente, hasta que el 7 de noviembre, Urquiza exigió el cambio de todo el gobierno porteño, incluido Alsina. Las negociaciones se interrumpieron.
Al saber que Alsina se había negado, Urquiza ordenó comenzar el avance sobre Buenos Aires. A pedido de López, Urquiza pospuso el ataque, pero solo por 24 horas. El día 8, un grupo de legisladores de Buenos Aires solicitó la renuncia al gobernador, argumentando que su permanencia en el cargo "era en ese momento inútil para la paz como para la guerra".
Alsina imaginó un proyecto absurdo: retirar el gobierno de la ciudad y mudarlo al sur de la provincia, donde se formaría un nuevo ejército. Consultó a Mitre, que rechazó completamente el proyecto. Falto de apoyo, Alsina y el ministro Dalmacio Vélez Sarsfield renunciaron. Para sustituir a Alsina en la gobernación, fue designado el presidente del senado provincial, Felipe Llavallol.
López aprovechó la renuncia para pedir — y conseguir — de Urquiza una suspensión de hostilidades de más largo plazo. Las negociaciones pudieron continuar.

## El Pacto
El día 9, López comenzó una serie de entrevistas casi sin descanso con los mediadores de ambos bandos. El 11 de noviembre, finalmente, se firmó el Pacto y se canjearon los prisioneros de guerra.
El texto final del Pacto era muy similar a la propuesta de Urquiza anterior a Cepeda, con algunas variantes. Las cláusulas más importantes fueron:
- Buenos Aires se declaraba parte integrante de la Confederación Argentina.

- El gobierno porteño convocaría una convención provincial, que revisaría la Constitución Nacional y podría proponer reformas a la misma.

- En caso de que se propusieran reformas, éstas serían discutidas por una Convención Nacional Constituyente, a reunirse en Santa Fe, con la participación de todas las provincias.

- El territorio de Buenos Aires no podría ser dividido sin el consentimiento de su Legislatura. Eso era particularmente importante debido a que la Constitución establecía que la capital de la Nación era la ciudad de Buenos Aires, y que debía ser federalizada.

- Buenos Aires se abstendría en  delante de mantener relaciones diplomáticas con otras naciones.

- La provincia de Buenos Aires conservaba todas sus propiedades y edificios públicos, con excepción de la Aduana, que pasaba a ser propiedad de la Nación. Para compensar la pérdida de los impuestos aduaneros a las importaciones y exportaciones, la Nación le pagaría a la provincia el dinero necesario para mantener el presupuesto de la provincia en el mismo nivel que en 1859.

- Se establecía un perpetuo olvido de todas las causas que había provocado la desunión; este incluía una amplia amnistía para los participantes en las disensiones pasadas.

- El ejército nacional se retiraba de la provincia de Buenos Aires.

Fue firmado por Juan Bautista Peña y Carlos Tejedor, como representantes del Estado de Buenos Aires, Tomás Guido, Daniel Aráoz y Juan Esteban Pedernera por la Confederación, y el general paraguayo Francisco Solano López, como mediador.

## La reforma de la Constitución Nacional
La provincia reunió una Convención Constituyente según sus propias leyes electorales, que propuso una serie de reformas a la Constitución. Algunas de ellas eran meramente de forma, como la eliminación de frases como "ejecuciones a lanza y cuchillo", o el reemplazo del término Confederación Argentina por Nación Argentina.
Otras eran más importantes, como la eliminación del requisito de aprobación por el Congreso para la entrada en vigencia de las constituciones provinciales, o la liberación del Banco de la Provincia de Buenos Aires de todo impuesto nacional. También se modificaba la forma de las intervenciones federales.
También se modificó el artículo que declaraba que «las autoridades que ejercen el Gobierno federal residen en la ciudad de Buenos Aires, que se declara capital de la Confederación por una ley especial», reemplazándolo por «la ciudad que se declare Capital de la República por una ley especial del Congreso, previa cesión hecha por una o más legislaturas provinciales, del territorio que haya de federalizarse».
La que tuvo más importancia fue la que, a cambio de recibir la Nación la Aduana de Buenos Aires, el país garantizaba a la provincia el presupuesto provincial del año 1858; es decir, del último presupuesto "normal" — no de guerra — que sancionó estando en posesión de la Aduana. 
Una serie de detalles menores fueron discutidos y sancionados por un pacto particular el 6 de junio de 1860, firmado por el presidente Santiago Derqui, el ministro Benjamín Victorica y el delegado porteño Vélez Sarsfield. Por este pacto, se estableció la forma de elección de los diputados a la Convención Constituyente. En particular, preocupaba al general Mitre — entonces gobernador de la provincia de Buenos Aires — que los diputados de las provincias fueran oriundos o residieran en las provincias que representaban. Pero lo más importante fue que la provincia seguiría en poder de la Aduana hasta que se formalizara su completa incorporación a la Nación, incluyendo la incorporación de los diputados y senadores porteños al Congreso Nacional.
El 14 de septiembre de 1860, una vez finalizada la presidencia del general Urquiza, una Convención Reformadora se reunió en Santa Fe para considerar las reformas propuestas. Sin casi comenzar a discutir, el 23 de septiembre, el diputado Benjamín Victorica — yerno de Urquiza — interrumpió los discursos, proponiendo aprobarlas "a libro cerrado", exclamado: 

"La integridad de la Nación Argentina no se discute entre Argentinos: ¡se hace!"

 Las reformas fueron aprobadas sin discusión y las sesiones se clausuraron dos días después.

## Fracaso y supervivencia del Pacto
Pero con la sanción de las reformas de 1860 no se terminaron los problemas: Mitre y los porteños incitaron las diferencias entre Derqui y su antecesor, que seguía siendo el comandante del ejército y había vuelto al gobierno de la provincia de Entre Ríos. Los liberales, aliados de Buenos Aires, lograron una serie de avances en las provincias del interior, obligando a Derqui a apoyarse cada vez más en Mitre y sus aliados.
Dos crisis precipitaron el fracaso de la anunciada "unión nacional": por un lado, los liberales de San Juan asesinaron a su gobernador, José Antonio Virasoro; en respuesta, el general Juan Saá, nombrado interventor federal por Derqui, invadió la provincia y derrotó al nuevo gobernador Antonino Aberastain, que fue ejecutado. Por otro lado, el gobierno porteño, a pesar de lo pactado, eligió los diputados de la provincia según la ley provincial, y no según la nacional. Cuando el Congreso rechazó los diplomas de los diputados porteños, Mitre anunció que desconocía el Pacto de San José. Y desconoció la autoridad del presidente Derqui y su Congreso, además de negarse a entregarle la Aduana.
Eso precipitó una segunda fase de la guerra civil, que comenzó con la victoria porteña en la batalla de Pavón. A continuación, el ejército porteño invadió las provincias federales del interior. Derqui renunció, y la Confederación quedó de hecho disuelta.
Los gobiernos provinciales encargaron a Mitre normalizar las autoridades nacionales, y éste reunió un nuevo Congreso Nacional, en el que los federales fueron proscriptos en casi todas las provincias. Y poco después fue elegido presidente de la Nación, cargo que asumió en octubre de 1862.
Pese a las presiones de los porteñistas más fanáticos, Mitre decidió reconocer el texto constitucional aprobado en 1860, y también todas las cláusulas del Pacto de San José de Flores. La República Argentina permaneció unida, aunque dominada de hecho por el gobierno porteño. En esas condiciones, tampoco tuvo inconveniente en nacionalizar la Aduana.
Los federales fueron completamente derrotados a lo largo de una larga guerra civil. Y, tras varios alzamientos esporádicos, terminaron por ser definitivamente aplastados a mediados de la década de 1870. No obstante, las guerras civiles argentinas se reanudaron en varias oportunidades hasta 1880, dirimiéndose a través de ellas la preeminencia política de un partido liberal nacional, y la Federalización de la ciudad de Buenos Aires como capital de la Nación.